# Dendrobium regium
Dendrobium regium är en orkidéart som beskrevs av David Prain. Dendrobium regium ingår i släktet Dendrobium, och familjen orkidéer. Inga underarter finns listade i Catalogue of Life.